# Die Rense
Die Rense este o arie protejată (arie specială de conservare — SAC, sit de importanță comunitară — SCI) din Germania întinsă pe o suprafață de 138 ha, integral pe uscat.

## Localizare
Centrul sitului Die Rense este situat la coordonatele 53°21′03″N 11°07′17″E / 53.3508°N 11.1214°E.

## Înființare
Situl Die Rense a fost declarat sit de importanță comunitară în aprilie 2004 pentru a proteja un număr necunoscut de specii din flora spontană și fauna sălbatică aflate în arealul zonei. Situl a fost protejat și ca arie specială de conservare în august 2016.

## Biodiversitate
Situată în ecoregiunea continentală, aria protejată conține 1 habitat natural: Păduri de fag Luzulo-Fagetum.
La baza desemnării sitului se află un număr nedeclarat de specii protejate: